# 马光璇
马光璇（1914年7月22日—1996年4月4日）, 女，江苏无锡人，南京大学外语学院西语系法语专业教授，九三学社社员。

## 生平
1914年7月22日出生于无锡市一个书香门第，民国著名政治人物吳稚暉是她的舅父。1921年，当她还只有七岁时，就随母亲赴欧洲生活，先后在法国里昂小学和比利时马西那小学念书。1927年入比利时沙城国立女子中学念书，1933年进入比利时布鲁塞尔自由大学读书，1934年去英国继续深造。她于1935年7月与丈夫吕斯百一同回国。
抗战爆发，日本军队入侵华东地区。他们迁居陪都重庆。1939年，她开始在重庆广播电台工作，从事编辑和对外法语广播工作，报道抗日新闻。1942年进入重庆国立艺专任法语副教授，1944年进中央大学外语系任副教授。1949年起为南京大学外语系法语副教授，1978年晋升为教授，1987年1月退休。
马光璇在年轻时就积极从事爱国活动。早在1938年，她参加了“中国留法比瑞同学会”，1943年参加了“中国国际妇女会”。为团结爱国留学生报效祖国、增进世界各国妇女之间的友谊和合作做了不少工作。1956年在南京大学加入九三学社，成为民主党派人士。
马光璇教授从小在法国和比利时等国求学，法语根底扎实，文学基础深厚。几十年来，她长期担任大学法语教学工作，曾开设过法语语音学、法国戏剧、精读法语等课程。她教学经验丰富，法语语言地道流畅，教学效果成绩卓著，受到历届学生的高度评价。她对教学工作兢兢业业，教书育人，认真细致，所有学生无不受其教诲与关怀，桃李满天下。她还注意培养青年教师，教学帮带，培养了一批教学骨干，为法语教研室的建设作出了重大贡献。马光璇教授对法语语音语调有一定的研究，曾和上海外国语学院合作，灌制了全国第一张法语语音唱片，受到外籍专家的高度赞誉。她还翻译过毛主席的《在延安文艺座谈会上的讲话》，得到同行专家的好评。
因患肺癌医治无效，马光璇于1996年4月4日20时20分于江苏省人民医院逝世，享年82岁。